# 아르테미스 1호
아르테미스 1호(Artemis 1)는 미국 NASA의 아르테미스 계획의 일환으로 2022년 11월 16일 발사할 무인우주선 시험비행 프로그램이다. 오리온 우주선의 성능을 입증하는 역할을 하는 임무이다. 한국 시간 2022년 11월 16일 오후 3시 47분에 발사가 진행되었다.

## 발사 전
오리온의 무인 시험발사다. 오리온 우주선의 실용성과 안전성을 입증하는 역할을 맏는 임무이다. 유인 우주선은 이후에 발사할 계획이다. 우주 발사 시스템(SLS) 블록 1 로켓으로 발사된다.
오리온의 승무원 모듈에는 최대 4명의 승무원이 탑승할 수 있다. 초기에는 최대 6명의 승무원까지 탑승할 수 있도록 설계할 예정이었으나, 축소되었다.
2022년 9월 4일 새벽 3시 17분(한국 시간), 발사가 예정외어 있었으나 연료 누출로 인해 11월 16일로 연기되었다.
2022년 11월 15일, 발사 준비를 마치고 KST 15시 47분 44초에 발사했다.
2023년 발사될 아르테미스 2호에 최초로 우주인 1명이 탑승할 계획이다.

## 발사 후
- 발사 2분 후 고체연료 로켓 부스터가 분리되었다.

- 발사 3분 후 페어링이 분리되었다.

- 발사 8분 후 로켓의 코어 스테이지(1단)가 분리되었다.

- 발사 18분 후 오리온 우주선의 태양 전지판 전개가 시작되었다.

- 발사 36분 후 태양 전지판이 완전히 전개되었다.

- 발사 53분 후 근지점 상승 기동이 완료되었다.

- 발사 1시간 45분(105분) 후 달전이궤도 진입이 완료되었다.

- 아르테미스 1호 미션 둘째 날, 오리온 우주선이 달 전이 궤도에서 광학 네비게이션 카메라로 지구의 흑백 사진을 촬영하였다.

- 아르테미스 1호 미션 셋째 날, 달까지 절반 거리에 도달한 오리온 우주선이 카메라로 달을 촬영하였다.

- 아르테미스 1호 미션 넷째 날, 와이파이 신호, 라디에이터 등 여러 시스템을 점검하며 태양광 전지판에 달린 카메라로 오리온 우주선의 전체 사진을 촬영하였다.

- 아르테미스 1호 미션 다섯째 날(한국 시간으로 21일 오전 3시 9분), 아르테미스 1호가 달의 영향권(받는 지구의 중력보다 달의 중력이 더 세지는 지점)에 진입했다. 이제 오리온 우주선이 받는 주요 중력은 지구가 아닌 달의 중력이다.

- 아르테미스 1호 미션 여섯째 날(한국 시간으로 21일 오후 8시 57분), 아르테미스 1호가 달의 최대 근접 거리에 도달했다. 이때의 거리는 81마일(약 130km) 로, 속도는 2.2km/s였다.

- 아르테미스 1호 미션의 스물여섯째 날이자 마지막 날(한국 시간으로 12일 오전 1시 5분), 아르테미스 1호가 귀환을 위해 지구로 향하고 있다.

- 아르테미스 1호 미션의 마지막 날(한국시간으로 12일 오전 2시 40분), 아르테미스 1호가 태평양에 착수하면서 지구로 귀환하였다. 주 낙하산 3개 모두 정상적으로 펼쳐졌고, 귀환 모듈 역시 큰 손상 없이 안전하게 도착하였다.

- 아르테미스 1호가 태평양에 착수하면서, 발사 26일만에 아르테미스 1호 미션은 공식적으로 종료되었다.

## 같이 보기
- 아르테미스 계획